# エリナー・ファージョン

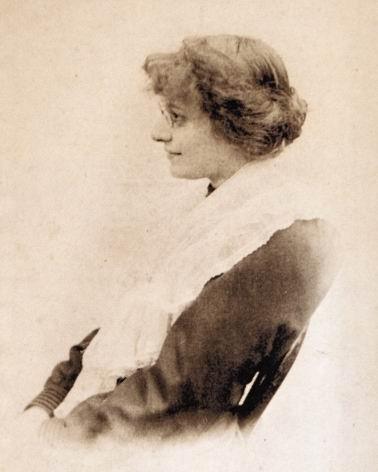
エリナー・ファージョン（1899年の写真）

エリナー・ファージョン（Eleanor Farjeon,1881年2月13日-1965年6月5日）は、イギリスの児童文学作家、詩人。

## 生涯
ロンドン生まれ。父はユダヤ系作家のベンジャミン・ファージョン、母はアメリカ人女優の娘。家庭で教育を受け、膨大な父の蔵書と、家に訪れる数多くの芸術家達の会話によって、知識と想像力を養った。
1916年に出版された子供向けの詩集『ロンドンのわらべうた』で作家として認められ、21年に発表した連作短編『リンゴ畑のマーティン・ピピン』で童話作家としての地位を確立。以後、『年とったばあやのお話かご』（31年）、『町かどのジム』（34年）、『ガラスの靴』（44年）、『銀色のシギ』（49年）などの作品を次々と発表し、55年には自選短編集『ムギと王さま』でカーネギー賞と国際アンデルセン賞を受賞。その他、『ファージョン自伝 -わたしの子供時代』（35年）、『エドワード・トマス、最後の四年』（58年）などのノンフィクションがある。
古いゲール民謡に詞を付けて31年に発表した賛美歌『世のはじめさながらに』は、彼女の死後、71年にイギリスのシンガーソングライターであるキャット・スティーブンスに『雨にぬれた朝』（Morning Has Broken）として取り上げられ大ヒットした。
イギリスでは彼女を記念して「エリナー・ファージョン賞」が制定され、毎年すぐれた児童文学作品を表彰している。日本でも石井桃子らの訳によって早くから紹介され、良質で温かいユーモアを湛えた作風にはファンが多い。

## 主な作品
- 「ファージョン作品集」全7巻（石井桃子訳、岩波書店） 1970年 - 1986年
  1. 『年とったばあやのお話かご』"The Old Nurse's Stocking Basket"
  2. 『イタリアののぞきめがね』"Italian Peepshow"
  3. 『ムギと王さま』"The Little Bookroom"
  4. 『リンゴ畑のマーティン・ピピン』"Martin Pippin in the Apple Orchard"
  5. 『ひなぎく野のマーティン・ピピン』"Martin Pippin in the Daisy Field"
  6. 『銀のシギ』"The Silver Curlew"
  7. 『ガラスのくつ』"The Glass Slipper"
- 「本の小べや」全2巻 "The Little Bookroom"（石井桃子訳、岩波書店） 2001年
  1. 『ムギと王さま』
  2. 『天国を出ていく』
- 『リンゴ畑のマーティン・ピピン』"Martin Pippin in the Apple Orchard"（石井桃子訳、岩波書店） 2001年
- 『町かどのジム』"Jim at the Corner and Other Stories"（松岡享子訳、童話館出版） 2001年
- 『マローンおばさん』"Mrs. Malone"（阿部公子, 茨木啓子訳、こぐま社） 1996年
- 『ねんねんネコのねるとこは』"Cats Sleep Anywhere"（まつかわまゆみ訳、評論社） 1998年
- 『エルシー・ピドック、ゆめでなわとびをする』"Elsie Piddock Skips in Her Sleep"（石井桃子訳、岩波書店） 2004年
- 『ファージョン自伝 -わたしの子供時代』"A Nursery in the Nineties"（広岡弓子, 原山美樹子共訳、 西村書店） 2000年
- 『想い出のエドワード・トマス - 最後の4年間』"Edward Thomas: The Last Four Years"（早川敦子訳、白水社） 1993年